# Brownianismus
Unter Brownianismus versteht man eine medizinische Reformbewegung, die von dem neurophysiologischen Körper- und Krankheitskonzept des schottischen Arztes John Brown (1735–1788) ausgeht, das 1780 von ihm veröffentlicht wurde, von 1790 bis 1800 in ganz Europa Aufsehen erregte und vor allem unter den praktischen Ärzten als Gegenentwurf zur traditionellen Therapie sehr populär wurde. Diesem, auf Browns Reizlehre (Erregungstheorie) aufgebauten, Konzept zufolge ist nur ein Zustand mittlerer Erregung gesund, weshalb jede Krankheit entweder durch Stimulierung oder Sedierung therapiert werden soll.

## Theorie
Der Brownianismus sieht als grundlegende Körpereigenschaft des Menschen dessen „Erregbarkeit“ (excitability), die beim Gesunden mittelmäßig ausgeprägt sei. Erregbarkeit ist die angeborene Fähigkeit, durch Reize erregt zu werden. Bei übermäßiger Erregbarkeit (Sthenie) oder aber mangelhafter Erregbarkeit (Asthenie) wird der Mensch krank. Krankheit ist nur eine sthenische oder asthenische Abweichung von der mittleren Norm der nervösen Erregung (altgriechisch σθἐνος (sthenos) = Stärke, Kraft). Gesundheit besteht im Gleichgewicht zwischen Reizen und Reizbarkeit. Eine extreme Verminderung der Reize erzeugt Asthenie als eine Unfähigkeit, Kraftlosigkeit und rasche Ermüdbarkeit bei größeren körperlichen oder geistigen Anstrengungen. Eine Vermehrung der Reize erzeugt in gewissem Ausmaß eine Sthenie im Sinne der verbesserten Leistungsbereitschaft. Der Tod tritt ein, wenn die Erregbarkeit zu hoch oder aber zu niedrig wird. Alle allgemeinen (nicht örtlichen) Krankheiten lassen sich nach dieser Theorie zwischen diesen beiden Extremen einordnen. Krankheiten, die auf übermäßige Erregbarkeit zurückzuführen sind, nannte Brown sthenische Krankheiten, die auf mangelhafte Erregbarkeit begründeten asthenisch (Untererregung). Brown greift mit diesem Konzept die Irritabilitätslehre Albrecht von Hallers auf und verarbeitet Einflüsse seines Lehrers William Cullen.
Nach diesem Denkmodell erschöpft sich die menschliche Erregbarkeit durch zu häufige Erregung, was dann Krankheit auslöst. Je seltener Reize auf einen Menschen einwirken, desto mehr häuft sich danach umgekehrt die Erregbarkeit an.

## Beispiele
Manie stelle eine zu starke Erregbarkeit dar und ist also als sthenische Krankheit zu bezeichnen. Sie sei bedingt durch einen Hirnfehler oder zu heftige Reize bzw. Leidenschaften. Diese Leidenschaften können sich aber auch so weit steigern, dass die Erregbarkeit selbst in Mitleidenschaft gezogen und so zuletzt zerstört wird. Hierdurch wird ein asthenischer Zustand herbeigeführt, der sich etwa in der Epilepsie oder im Schlaganfall äußert.
Im Gegensatz dazu stelle die Melancholie eine zu geringe Erregbarkeit dar. Sie ist also als asthenische Krankheit zu bezeichnen.
Das therapeutische Prinzip ergibt sich aus der Theorie. Es besteht in der Anwendung einander entgegenwirkender Mittel, die entweder als Reize oder als Mäßigung von Reizen aufzufassen sind. Diese Mittel bestehen sowohl aus Diätvorschriften als auch aus Züchtigungen sowie der Erregung von Leidenschaften. Sie fügen sich somit ein in das Repertoire der moralischen Behandlung. Bis zur Mitte des 19. Jahrhunderts wurden gemäß Brown „asthenische“ Krankheiten mit die Erregung vermehrenden, anregenden Mitteln („Reizmittel“ wie Spirituosen und Opium) behandelt, „sthenische“ mit die Erregung schwächenden Mitteln („Antiphlogose“) wie Beruhigungsmitteln.
Brown teilte die für ihn ursächlichen Reize in stark erregende ein wie Fleisch, Alkohol, Opium, aber auch Affekte sowie in mindernde Reize wie vegetarische Kost und körperliche Ruhe. Bei Übererregbarkeit verordnete er Beruhigungsmittel, Aderlass, Abführmittel oder Brechmittel, bei Untererregbarkeit angebliche Stimulantien wie Moschus, Kampfer, Opiate, Alkohol.

## Rezeption der Lehre

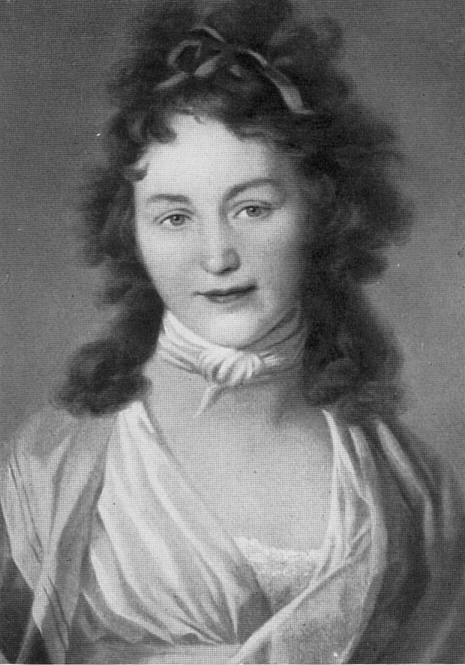
Caroline Schelling (geborene Michaelis, verwitwete Böhmer, geschiedene Schlegel), Gemälde von Tischbein – Schelling behandelte die 15-jährige Tochter von Caroline, Auguste Böhmer, vergeblich nach den Prinzipien von John Brown.

Browns Reizlehre, die anscheinend leichte Diagnose- und Indikationsstellungen ermöglicht, wurde im eher auf Empirie setzenden England kaum, dafür jedoch in Deutschland umso heftiger mit enthusiastischem Beifall aufgenommen. Ihr Einfluss zeigt sich u. a. daran, dass es an deutschen Universitäten zu tätlichen Auseinandersetzungen zwischen Anhängern und Gegnern kam. Von den zahlreichen Anhängern (darunter Ärzte, Naturforscher und idealistische Naturphilosophen aus der deutschen Romantik) seien hier vor allem Andreas Röschlaub, aber auch Schelling (s. u. Kap. Weblinks), dessen Naturphilosophie durch die Erregungstheorie Browns gemäß Friedrich Wilhelm von Hoven in ihrer Gültigkeit bedroht war, und Novalis sowie Friedrich Wilhelm von Hoven (in seinem Handbuch der praktischen Heilkunde von 1805) genannt, von den Kritikern Christoph Wilhelm Hufeland und Johann Stieglitz sowie der Psychiater Philippe Pinel. Gegner des Brownschen Systems (genannt auch Brownisches System), wie etwa der Chirurg August Gottlieb Richter, waren in Deutschland laut Georg Fischer vor allem Ärzte, welche zugleich gute „Wundärzte“ waren. Novalis griff Browns Gedanken auf, entsprechend der romantischen Vorliebe für die dialektische Gegensätzlichkeit von Begriffen wie ‚Sensibilität und Krankheit‘, ‚Freiheit und Verstoß gegen die Natur‘ oder ‚Tag und Nacht‘ (in symbolischer Bedeutung für Vernunft und Unbesonnenheit):
Die Nacht ist zweifach: indirekte und direkte Asthenie. Jene entsteht durch Blendung: übermäßiges Licht, diese aus dem Mangel an hinlänglichem Licht. So gibt es auch eine Unbesonnenheit aus Mangel an Selbstreiz und eine Unbesonnenheit aus Übermaß an Selbstreiz – dort ein zu grobes, hier ein zu zartes Organ. Jene wird durch Verringerung des Lichtes oder des Selbstreizes – diese durch Vermehrung derselben gehoben, oder durch Schwächung und Stärkung des Organs. Die Nacht und Unbesonnenheit aus Mangel ist die häufigste. Die Unbesonnenheit aus Übermaß nennt man Wahnsinn. Die verschiedene Direktion des übermäßigen Selbstreizes modifiziert den Wahnsinn.